# Вильяр, Пабло
Пабло Вильяр Феррейро (исп. Pablo Villar Ferreiro; род. 4 сентября 1986, Авилес, Астурия) — испанский футбольный тренер.

## Биография
На профессиональном уровне футболом занимался в клубах низших лиг («Вильялонга», «Ароса», «Компостела», «Авилес Индустриаль», «Рибадаселья»). В качестве наставника возглавлял испанские команды из низших лиг и входил в тренерские штабы клубов «Уэска» и «Лорка». С 2018 по 2019 год Вильяр являлся ассистентом-аналитиком в львовских «Карпатах». На этой должности испанец помогал португальскому специалисту Жозе Мораишу и своему соотечественнику Фабри Гонсалесу. 25 апреля 2019 года Вильяр заменял его на тренерской скамейке в матче против одесского «Черноморца» (0:0).
24 мая 2022 года самостоятельно возглавил литовский клуб А лиги «Ритеряй».